# (208) Lacrimosa
(208) Lacrimosa est un astéroïde de la ceinture principale découvert par Johann Palisa le 21 octobre 1879.
Son nom fait référence à lacrimosa (larmes en latin), ce qui pourrait faire référence à Notre-Dame des Douleurs[réf. nécessaire], un titre donné à la Vierge Marie par l'Église catholique ou à une partie du requiem de divers compositeurs.